# Déficit en dopamine bêta-hydroxylase

Le déficit en dopamine bêta-hydroxylase est une maladie génétique très rare en rapport avec une anomalie de fonctionnement du système nerveux autonome noradrénergique avec un système nerveux autonome cholinergique fonctionnant normalement. Cette maladie se manifestant principalement par une hypotension orthostatique ou une intolérance à l'effort. Les autres manifestations les plus visibles sont une congestion nasale permanente et un ptosis de la paupière supérieure. Bien que la maladie soit présente dès la naissance, le diagnostic est généralement tardif. L'espérance de vie est inconnue.
Le diagnostic repose sur la clinique, la constatation d'un taux sanguin indétectable de noradrénaline et d'adrénaline. Le taux plasmatique de dopamine est par contre augmenté de cinq à dix fois la concentration normale ce qui est quasiment pathognomonique de cette maladie.

## Sources
- (en) David Robertson, Emily M Garland, Dopamine Beta-Hydroxylase Deficiency In GeneTests: Medical Genetics Information Resource (database online). Copyright, University of Washington, Seattle. 1993-2005